# Gerhard Preuß
Gerhard Preuß (Berlim, 12 de junho de 1940 — Berlim, 2 de setembro de 2011) foi um matemático alemão.

## Obras selecionadas
- Allgemeine Topologie, Springer, Berlin/Heidelberg/New York (1972), ISBN

3540060065
- Theory of Topological Structures: An Approach to Categorical Topology, Kluwer (1987), ISBN 90-277-2627-2
- Foundations of Topology - An Approach to Convenient Topology, Kluwer (2002), ISBN 1-4020-0891-0
- Categorical Structures and Their Applications, World Scientific Pub Co (2004), ISBN 981-256-053-X